# Хартман, Йоханнес Франц
Франц Йоханнес Хартман (11 января 1865 — 13 сентября 1936) — немецкий астроном.
Был директором обсерватории Ла-Плата с ноября 1922 по май 1934. В этот период времени обсерватория работала в основном в направлении — астрофизика. Хартман обнаружил три астероида.
Астероид (965) Анжелика, открытый в 1921 году астроном назвал в честь своей жены.

## Открытия
| 965 Анжелика  | 4 ноября, 1921  |
| 1029 La Plata | 28 апреля, 1924 |
| 1254 Erfordia | 10 мая, 1932    |

## Память
В 1970 г. Международный астрономический союз присвоил имя Йоханнеса Хартмана кратеру на обратной стороне Луны.